# Актиномикоза
Актиномикоза (лат. actinomycosis) је ретка хронична инфективна болест коже и поткожног ткива, коју изазивају бактерије — актиномицете (Actinomyces israelii, Actinomyces gerencseriae и Propionibacterium propionicus). Најчешће се јавља код одраслих мушкараца.

## Етиологија
Болест изазивају аспорогене грам-позитивне анаеробне бактерије из родова Actinomyces или Propionobacterium (најчешће A. israelii). Због своје филаментозне структуре ова бактерија је дуго времена погрешно сврставана међу гљиве. Припада сапрофитној флори човека и животиња и најчешће се налази у устима, ждрелу и дебелом цреву. Да би се болест манифестовала, бактерија се мора наћи у анаеробним условима што се дешава најчешће при повредама, екстракцији (вађењу) зуба, хируршким захватима и сл.
Већина ових инфекција су полимикробне, при чему се из лезија често изолују и друге бактерије (орални анаероби, стафилококе, стрептококе или ентеробактерије). У цервикофацијалном облику болести најчешће улазно место је кариозни зуб; у торакалном облику болест је последица аспирације оралног секрета; у абдоминалном облику она настаје услед оштећења слузокоже дивертикула или слепог црева или настаје након трауме (повреде); у локализованом карличном облику актиномикоза је компликација одређених типова интраутериних контрацептивних уложака.
Ширење из примарне локализације је ретко, а углавном се дешава путем крви из примарног жаришта инфекције.

## Клиничка слика
Болест се јавља у неколико облика: цервикофацијални, торакални, абдоминални, генерализовани и карлични.
Цервикофацијални облик се манифестује променама у пределу главе и врата у виду тврдих, тамноцрвених инфилтрата који се распадају и апсцедирају. Бројни чиреви се дренирају преко фистула. Из њих се цеди лепљив, гнојни садржај непријатног мириса, у коме се налазе карактеристичне жуте сумпорне грануле. Промене захватају и образе, језик, ждрело, пљувачне жлезде, кости лобање, мождане опне или мозак итд.
У абдоминалном облику инфицирана су црева (обично слепо и дебело) и перитонеум. Карактеристични су бол, температура, повраћање, дијареја или опстипација и губитак тежине. Појављује се једна или више абдоминалних маса, уз знакове парцијалне опструкције (затвора) црева. Могу се такође развити синуси и фистуле.
У торакалном облику су захваћена плућа и болест личи на туберкулозу. Инфекција се може значајно проширити и пре појаве бола у прсима, температуре и продуктивног кашља.
У генерализираном облику инфекција се хематогено (путем крви) шири у кожу, пршљенове, мозак, јетру, бубреге, мокраћовод и карличне органе код жена. Јављају се симптоми попут крстобоље, главобоље, бола у трбуху и сл.
Локални карлични облик болести се јавља најчешће код жена. Симптоми укључују исцедак из материце уз болове у карлици или доњем делу трбуха.

## Дијагноза
Дијагноза актиномикозе се поставља на основу клиничке слике, рендгенских снимака и микробиолошких испитивања - доказом колоније узрочника (тзв. друза) у гноју, биоптичном и аспирацијском материјалу.
У гноју или ткиву, микроорганизми изгледају као замршене накупине разгранатих и неразгранатих таласастих филамената или као сумпорне грануле. Оне се састоје од централне масе замршених бактеријских филамената, ћелија гноја и дебриса, са средњом зоном испреплетених филамената. Централну зону окружује спољашња зона са зракасто распоређеним хијалиним и рефрактивним филаментима, који се боје еозином али су позитивни у бојењу по Граму.

## Лечење
Болест напредује споро. Прогноза директно зависи од времена успостављања дијагнозе. Најповољнија је код цервикофацијалног облика и све је лошија почевши од торакалног, преко абдоминалног до генерализованог облика. Ток болести зависи од проширености инфекције и њеног трајања до дијагнозе.
Лек избора код актиномикозе је пеницилин G, који се даје у великим дозама. Након 6-8 недеља прелази се на пеницилин V. Лечење обично траје између три и осам месеци у зависности од тежине случаја. Код особа преосетљивих на пеницилин препоручују се адекватне дозе тетрациклина, рифампицина, еритромицина и др. Хируршка терапија подразумева инцизију и дренажу чирева и ексцизију фиброзних промена.
Терапија се наставља неколико недеља након привидног излечења. Терапијске шеме се могу и проширити како би обухватиле и друге микроорганизме који су евентуално изоловани из лезија. Непотврђени извештаји указују да би у одређеним случајевима могла бити корисна терапија хипербаричним кисеоником.

## Болест код животиња
Актиномикоза се јавља код стоке и других животиња, а болест је позната под именом грбава вилица (енгл. lumpy jaw). Етиологија имена је повезана са чињеницом да се на глави и врату инфицираних животиња јављају велике израслине у виду апсцеса.
Патолог Ото Болингер је 1877. године доказао код стоке присуство бактерије Actinomyces bovis, а недуго након тога је Џејмс Израел открио бактерију Actinomyces israelii код људи.